# Megaelosia goeldii
Megaelosia goeldii é uma espécie de anfíbio  da família Hylodidae.
É endêmica do Brasil.
Os seus habitats naturais são: florestas subtropicais ou tropicais húmidas de baixa altitude, regiões subtropicais ou tropicais húmidas de alta altitude e rios.
Está ameaçada por perda de habitat.